# Clearbrook
Clearbrook és una població dels Estats Units a l'estat de Minnesota. Segons el cens del 2000 tenia 551 habitants.

## Demografia
Segons el cens del 2000, Clearbrook tenia 551 habitants, 237 habitatges, i 127 famílies. La densitat de població era de 483,5 habitants per km².
Dels 237 habitatges en un 24,1% hi vivien nens de menys de 18 anys, en un 42,6% hi vivien parelles casades, en un 8,4% dones solteres, i en un 46% no eren unitats familiars. En el 42,6% dels habitatges hi vivien persones soles el 27,8% de les quals corresponia a persones de 65 anys o més que vivien soles. El nombre mitjà de persones vivint en cada habitatge era de 2,05 i el nombre mitjà de persones que vivien en cada família era de 2,82.
Per edats la població es repartia de la següent manera: un 20,9% tenia menys de 18 anys, un 7,8% entre 18 i 24, un 18,9% entre 25 i 44, un 17,6% de 45 a 60 i un 34,8% 65 anys o més.
L'edat mediana era de 47 anys. Per cada 100 dones de 18 o més anys hi havia 71,7 homes.
La renda mediana per habitatge era de 19.091 $ i la renda mediana per família de 32.614 $. Els homes tenien una renda mediana de 31.029 $ mentre que les dones 16.094 $. La renda per capita de la població era de 13.052 $. Entorn del 6,8% de les famílies i el 10,5% de la població estaven per davall del llindar de pobresa.

## Poblacions més properes
El següent diagrama mostra les poblacions més properes.